# 血島
血島 （けっとう、英: Blood islands）は様々な循環系の組織を形成する、発生中の胚の周囲の構造。血島は胚体外の、卵黄嚢、尿膜、および漿膜において形成される。クリスティアン・パンダーまたはカスパー・ヴォルフにちなんで Pander の島、または Wolff の島とも呼ばれる。

## 発生
ヒトにおいて、胚体外脈管形成は妊娠3週目の初期に開始される。脈管形成は中胚葉由来細胞が血液血管芽細胞に分化することから始まる。 血液血管芽細胞はさらに血管芽細胞へと分化し、血管芽細胞の塊が血島を形成する。
血島は血管内皮より突出し、この突起物同士融合する。これによって網状の初期血管ネットワークが形成される。やがて、このネットワークは成長し、胚体に貫入して胚の循環系に接続する 。

## 血球細胞源
血島および胚体外の血管が、発生初期における唯一の血球細胞および血漿の供給源である。この供給は妊娠3週目で開始するが、胚体内での血液形成は妊娠5週目に肝臓、12週目に脾臓、骨髄、および胸腺で開始される。